# Disillusioned
«Disillusioned» es una canción de la banda de rock estadounidense A Perfect Circle. Es el segundo sencillo lanzada del cuarto álbum de estudio de la banda, Eat the Elephant. La canción fue lanzada en Youtube, el 1 de enero de 2018 y luego lanzada digitalmente al día siguiente. El 9 de marzo de 2018 se lanzó un vinilo físico de edición limitada, junto con un video musical.

## Composición y temas
El sonido de la canción ha sido descrito como "atmosférico", "cinemático", y "etéreo". La primera mitad de la canción es como piano ballad con una contemplativa voz por Keenan, con un lento y firme, mientras la mitad última estuvo descrita cuando evolucionando a algo más magnífico sin perder su sentido de melancolía, dando la canción un sombre sonando intro, y un más esperanzador sonando final. La parte media de la canción contiene un minuto piano largo interlude.. Mientras la mitad última de la canción finalmente añade Billy Howerdel de guitarra desafiante, y  partes de la batería por Jeff Friedl, la parte de piano queda dominante durante la pista. Keenan describió la canción cuando creado por "una aproximación nueva a componer", algo  describa tan "intimidante" debido a la banda ya teniendo un sonido reconocible y establecido, pero algo  quiera empujar adelante con en la canción anyways. Su vocal toma estuvo descrito como "rock melódico" con un "entrega vulnerable" por sitio web de rock Loudwire. Mundo de guitarra describió la canción como mezcla entre "un más surreal como Smashing Pumpkins" y un "menos electrónicos como Radiohead".

## Personal
Banda
- Maynard James Keenan – voz principal
- Billy Howerdel – guitarra principal, voz secundario
- James Iha – guitarra rítmica, teclados
- Matt McJunkins – bajo
- Jeff Friedl – batería

Producción
- Dave Sardy

## Posicionamiento en lista
| Lista (2018)                    | Posiciones |
| ------------------------------- | ---------- |
| E.U. Hot Rock Songs (Billboard) | 21         |